# Mutsuki Katō (Fußballspieler)
Mutsuki Katō (jap. 加藤 陸次樹, Katō Mutsuki; * 6. August 1997 in Kumagaya, Präfektur Saitama) ist ein japanischer Fußballspieler.

## Karriere
Mutsuki Katō erlernte das Fußballspielen in der Jugendmannschaft von Sanfrecce Hiroshima sowie der Universitätsmannschaft der Chūō-Universität. Seinen ersten Profivertrag unterschrieb er 2020 bei Zweigen Kanazawa. Der Verein aus Kanazawa, einer Großstadt in der Präfektur Ishikawa auf Honshū, der Hauptinsel Japans, spielte in der zweithöchsten japanischen Liga, der J2 League. Nach 42 Zweitligaspielen wechselte er Anfang 2021 zum Erstligisten Cerezo Osaka nach Osaka. Hier stand er bis Mitte 2023 unter Vertrag. Für Osaka bestritt er 78 Ligaspiele. Hierbei erzielte er 16 Treffer. Im Juli 2023 wechselte er zum ebenfalls in der ersten Liga spielenden Sanfrecce Hiroshima. Am Ende der Saison 2024 wurde er mit Sanfrecce Hiroshima Vizemeister der Liga. Am 8. Februar 2025 gewann er mit Sanfrecce Hiroshima den japanischen Supercup. Das Spiel gegen den Meister Vissel Kōbe gewann man mit 2:0.

## Erfolge
Sanfrecce Hiroshima
- Japanischer Vizemeister: 2024
- Japanischer Supercup-Sieger: 2025

## Sonstiges
Mutsuki Katōa ist der Zwillingsbruder von Ibuki Kato.